# SMS Ariadne (1871)
Pour les autres navires du même nom, voir SMS Ariadne.

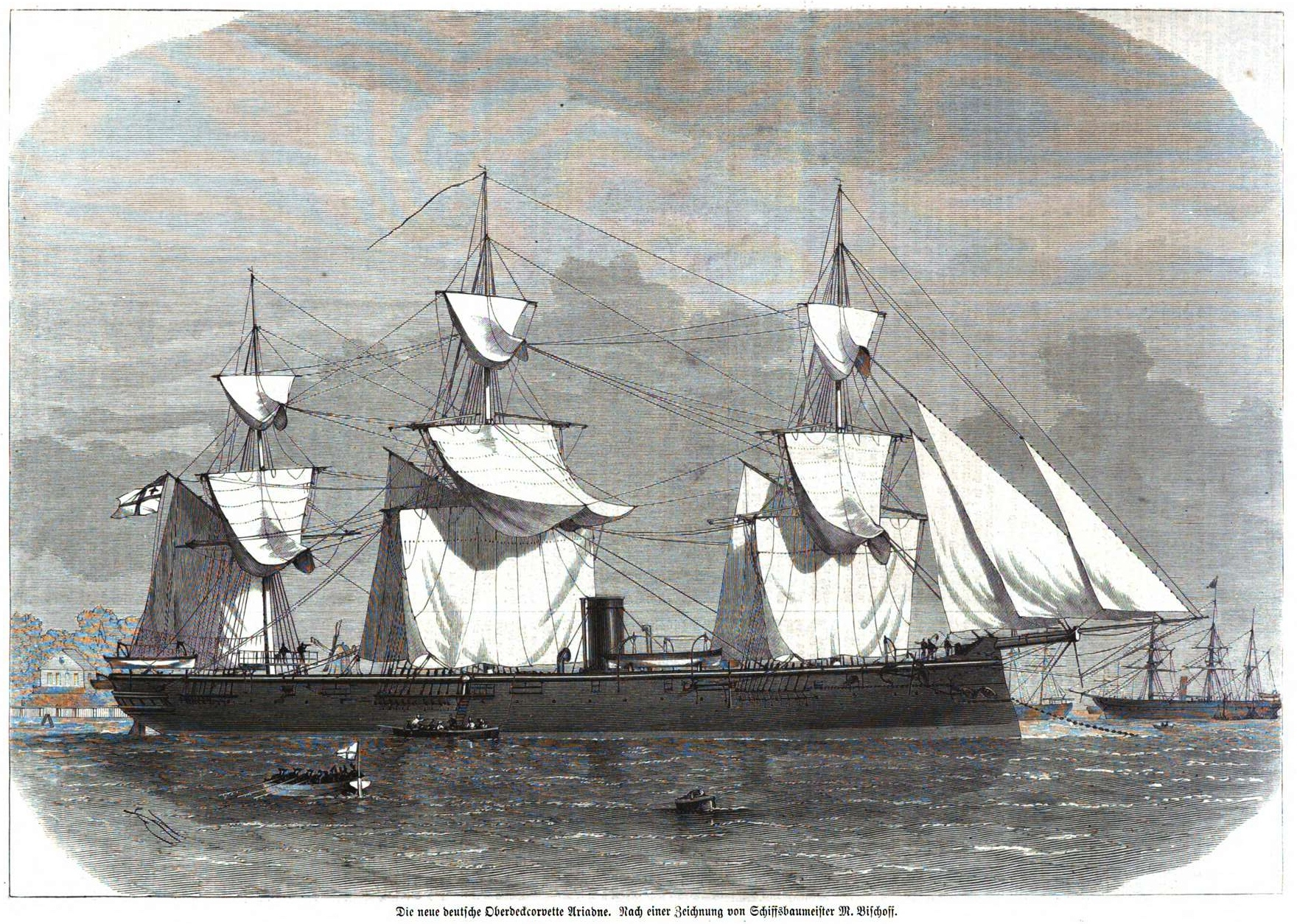
Illustration de 1871.

Le SMS Ariadne est un navire de la marine impériale allemande de type corvette lancé le 21 juillet 1871. Son nom de baptême provient d'Ariane, fille de Minos et Pasiphaé. Un croiseur du même nom a été lancé plus tard, en 1900, par la marine impériale, qui a été coulé à la bataille de Heligoland (1914). Il avait comme sister-ship le SMS Luise (de).

## Service
La corvette a été bâtie par le chantier naval impérial de Dantzig, pour être affectée aux missions d'outremer. Elle est mise en service le 16 avril 1873.
C'est le 4 novembre 1877 que la corvette quitte Wilhelmshaven sous le commandement du Korvettenkapitän von Werner (de) pour mettre le cap vers l'Amérique centrale et l'Amérique du Sud. Elle rejoint à Panama le 9 mars 1878 les autres navires allemands de l'escadre d'Amérique centrale avec lesquels elle est chargée de résoudre l'affaire Eisenstuck au Nicaragua. Elle jette l'ancre à Corinto le 18 mars, et début avril l'affaire est réglée.
La corvette traverse ensuite le Pacifique et entre à Sydney le 16 décembre, mais plusieurs marins de l'équipage désertent pour s'y installer. Le voyage se poursuit vers Samoa, Tonga, Viti Levu, les îles Gilbert et les îles Marshall, où elle s'arrête pour signer un traité, le 19 novembre 1878, avec le chef local de Jaluit. Ce traité lui donne l'exclusivité du ravitaillement en charbon et le droit de hisser son pavillon sur les différentes îles Ralik. Ensuite la corvette met le cap sur les îles Carteret et sur l'archipel Bismarck, où elle achète deux territoires qui deviennent les premiers ports de la région servant au stationnement futur de la marine allemande. Elle est de retour à Samoa en janvier et y demeure jusqu'au 28 mai 1879. Elle prend possession de deux futurs ports sur l'île d'Upolu, Falealili (de) et Saluafata, grâce auxquels le consul allemand des Samoa va trouver le moyen de concurrencer l'influence des États-Unis. En juillet, le SMS Ariadne croise de nouveau dans le détroit de Torrès.
La corvette relève le SMS Hansa en août 1879 au Chili. Elle y stationne jusqu'à l'été 1881 et prend le chemin du retour vers Wilhelmshaven, le 30 septembre 1881.
À partir du 27 septembre 1884, le SMS Ariadne est affecté à l'escadre d'Afrique de l'Ouest qui se dirige le 30 octobre vers le Cap-Vert, sous le commandement du contre-amiral Knorr. Elle met ensuite le cap vers le Liberia. La corvette, qui est commandée par le Korvettenkapitän Chüden, jette l'ancre dans la baie de Sangaréah en décembre 1884, puis elle remonte les fleuves Dembia et Dubréka, afin de défendre les droits de la maison de commerce Colin (dont la maison-mère est à Stuttgart) sur le territoire côtier de Khabitaye et Koba.
Par la suite, le SMS Ariadne sert de navire-école. Le navire est rayé des listes de la marine, le 14 avril 1891.

## Données techniques
- Longueur : 68,16 m
- Largeur : 10,80 m
- Tirant d'eau : 5,70 m
- Vitesse : 14 nœuds
- Équipage : entre 233 et 248 hommes

## Commandants
| 23 novembre au 7 décembre 1872     | Kapitän zur See Franz Kinderling                           |
| 15 avril au 13 octobre 1873        | Korvettenkapitän Max von der Goltz                         |
| 5 mai 1874 au 30 octobre 1876      | Korvettenkapitän / Kapitän zur See Heinrich Kühne (de)     |
| 16 avril au 30 mai 1877            | vacant                                                     |
| 15 octobre 1877 au 12 octobre 1879 | Korvettenkapitän Bartholomäus von Werner (de)              |
| 1 avril 1880 au 31 octobre 1881    | Korvettenkapitän Georg von Hollen (de)                     |
| 18 octobre au 8 novembre 1883      | Korvettenkapitän Friedrich von Levetzow                    |
| 15 juillet à avril 1885            | Korvettenkapitän Herrmann Chüden                           |
| Avril à septembre 1885             | Korvettenkapitän Volkmar von Arnim                         |
| Septembre 1885 au April 1886       | Korvettenkapitän / Kapitän zur See Rudolf von Rössing (de) |
| Avril au 14 octobre 1886           | Korvettenkapitän Karl Barrandon                            |
| 1 avril 1887 au 29 septembre 1888  | Korvettenkapitän / Kapitän zur See Carl Barandon (de)      |
| 16 avril 1889 au 30 septembre 1890 | Kapitän zur See Adolph Claussen von Fink                   |